# Flogger
Los floggers fueron una  tribu urbana que estuvo estrechamente relacionada con Fotolog.com, un sitio web donde se subían fotos y donde sus usuarios podían comentar en ellas. La cultura flogger se originó en Argentina y luego se expandió a otros países. Fue muy masiva también en Uruguay y en Paraguay.
La moda flogger se volvió muy popular entre los jóvenes, principalmente durante los años 2007 y 2008, transformándose en casi un hábito o forma de vida. Por dicha razón, a sus seguidores comúnmente suele considerárselos como tribu urbana. 
La palabra flogger proviene de "flog", síncopa de fotolog. La popularidad de un fotolog se basa en la cantidad de firmas (comentarios) diarias a las fotos y sus amigos/favoritos. Las fotos subidas en sus respectivos fotologs suelen ser autorretratos.
Los floggers fueron perdiendo popularidad y terreno entre las tribus urbanas de Argentina durante el 2009. Tiempo después la gran mayoría se han bifurcado en otras tribus, mientras un notorio número de floggers se aferran a ser "auténticos floggers" y no cambiar de tribu, aunque ya no sea una moda de masas.
A medida que pasaban los años muchos de ellos fueron cambiando o mutando a otras tribus urbanas como cumbias más digitalizadas  como los Turros, que también incluían movimientos similares, lo cual esta también fue perdiendo popularidad.
Luego de la popularidad en Argentina, la tribu ganó mucho terreno en otros países como Uruguay y Paraguay.

## Gestación

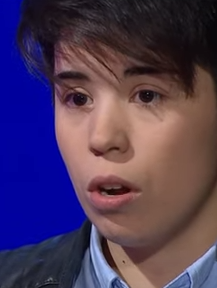
Cumbio fue la líder de los flogger durante el 2008 y 2009.

La "tribu urbana" de los floggers comenzó su mayor exposición a comienzos de 2007 y finalizó a mediados del 2009.

## Estética
El estilo estético de la moda Flogger se componía principalmente por el uso de pantalones chupines (ajustados) de colores llamativos, Los varones utilizaban camisas remeras con el cuello en V medio holgadas y las mujeres blusas con el cuello en U de colores llamativos y con estampados, Usaban zapatillas deportivas de lona o skaters, chalecos llamativos y apretados. El peinado que los distinguía es semi-largo en los varones y muy largo en las mujeres, esmeradamente lacio, y un flequillo en ambos géneros cruzado por la frente hasta cubrirse con las patillas. Principalmente de colores oscuros.

## Baile
El baile flogger, electroflogger o electro fue un tipo de baile popular creado por esta comunidad juvenil  para bailar principalmente música electrónica. Es un singular estilo de baile urbano que hacen referencia a diferentes técnicas orientadas a los pies. El baile se desarrolló a finales del 2007 en Argentina sobre la base del Charlestón, Melbourne Shuffle, y Hardstep.

#### Orígenes
El Electro, llamado así por los jóvenes seguidores de este baile, es otra peculiar forma de danza creada en Argentina por los jóvenes floggers, durante los años 2008 y 2009, esta danza moderna es utilizada para bailar los estilos de música electrónica como Electro House, Techno y Minimal aunque el término Electro ya era anteriormente conocido como un género de música que hace referencia a la música electrónica por su significado en inglés.
Los orígenes son confusos ya que no se tiene una idea concreta de como se originó este baile, sin embargo sobre la base de esto surgen una gran infinidad de teorías que destacan la forma en como surgió este baile, algunas de estas afirman que surgió del antiguo baile de a mediados de los años 20 llamado Charlestón, otros simplemente hacen referencia a que surgió a partir de la fusión de distintos bailes modernos como el Hardstep, Rave, Krochn, Melbourne Shuffle, etc, los cuales tienen una gran similitud en cuanto a la manera de bailar, por lo que esta suele ser la teoría más aceptada.

#### Descripción
El baile radica principalmente en las extremidades inferiores, aunque no está limitado al resto del cuerpo y las piernas son las que se lucen al momento de bailar. Este consiste en una rápida prolongación de las piernas propagando los pies golpeando el suelo con el talón y deslizando la otra pierna hacia atrás, cambiando rápidamente la posición de las piernas (difusión de la otra pierna y el cambio hacia atrás de la que se difundió). Los movimientos de las manos y el tronco son aleatorios y/o improvisados al no haber una manera concreta de como mover el resto del cuerpo al momento de bailar, por lo que la mayoría de los bailarines optan por dejar que el cuerpo se exprese libremente.
Los movimientos tienen relación con el Tecktonik, Hardstep y Melbourne Shuffle los cuales se basan en rápidos movimientos de las piernas y deslizamiento de pies en los casos del Shuffle y el Hardstep.

#### Controversia
El electro consta de diferentes y múltiples pasos, algunos similares a los diferentes bailes, entre los más usados que consisten en movimientos de los pies están el Drops del Hardstep y el Running Man del Shuffle, entre otros. Esto ha generado cierta controversia ya que el electro tiene una gran similitud con los estilos de baile Hardstep y Free Step. Estos últimos combinan pasos similares al del Electro Flogger, especialmente el Hardstep que a a menudo son confundidos, sin embargo la diferencia está en los movimientos: el Hardstep se centra más en el vaivén de las piernas, las caídas y dar pequeños saltos con el talón, además de que las manos poseen un movimiento de arriba abajo, mientras que el Electro se especializa en dar la ilusión de que el bailarín tuviera patines en los pies, deslices suaves y crear otros efectos ilusorios como flotar, caminar sin moverse, entrelazadas de las piernas a gran velocidad, etc.

#### Críticas
El baile fue objeto de una serie de críticas en las que principalmente se lo acusaba de ser una copia de los bailes nombrados anteriormente. La mayoría de los críticos eran jóvenes de otras tribus urbanas que se oponían a los floggers y a todo aquello relacionado con ellos.

## Ideología
La ideología que compartían los floggers no se caracterizaba por tener raíces especialmente profundas. Los ideales que particularizaban a esta tribu tienen que ver con el culto a la propia imagen, el deseo de tener muchos admiradores, y el de ser reconocidos como famosos. Solían mostrarse indiferentes ante las cuestiones políticas y sociales en general para centrarse en sí mismos la mayor parte del tiempo, y no eran violentos.

(...) la búsqueda de popularidad es el eje central y se logra con una cámara de fotos, un par de poses y la subida constante de estas imágenes al sitio para que otros dejen mensaje y te valoren dentro del grupo moral y artístico.

(...) aflora la personalidad individual dentro de esa masa grupal en que se cruzan la banalidad de la pose ensayada y la profundidad de la búsqueda de identidad e identificación. (...) Consolidaron en un "estilo de vida" parámetros rechazados, como la superficialidad, el narcisismo excesivo y el culto a la imagen (...) Lo suyo, claro, no es coraje, es impunidad. Es la que les da la adolescencia y la conciencia de saber que es un tiempo ideal para ser inmaduro. "No tenemos ideología", aseguran y dan el tiro de gracia al afirmar: "Nosotros sabemos que esto es pasajero porque somos adolescentes".
(...) "Es una envidia que tienen hacía nosotros, porque no se pueden vestir como nosotros", sentencia María José y agrega: "los varones floggers son muy metrosexuales". Esa dedicación a la apariencia no pasa desapercibida en casa. (...) "Somos demasiados superficiales", dicen de ellos mismos.
(...) "Trolas, putos, gays, Patito Feo son las cosas que nos gritan" cuentan.

Ellos, con altanería, miran de reojo y hacen oídos sordos enarbolando la consigna que una de las chicas tiene en su fotolog y que sintetiza el espíritu flogger: "tu envidia alimenta mi ego".
Flogger Power, Diario Los Andes, 22 de junio de 2008

## Críticas
Los rasgos de identidad que motivaban las críticas más frecuentes que solía recibir este grupo, son diversos. Algunos los rechazaban por el solo hecho de no gustarles su estética, sus costumbres, la música electrónica, o su falta de ideología de raíces profundas. Otros por su marcada utilización de clichés propios, sumado a un carente manejo de vocabulario, en donde la precariedad lingüística pasa a instalarse como una moda, que indefectiblemente termina afianzándose como un rasgo identitario relevante.
Eran también criticados por subculturas como los punks y los rolingas, en cuyo imaginario colectivo pasan de catalogarlos como simples chetos, a relacionarlos directamente con el establishment que concentra el poder en el país, sin ningún tipo de escalas. Parte de esta asociación es debida al conocimiento sobre los manejos de una mayor cantidad de dinero entre los floggers que entre otras tribus urbanas, en las cuales el consumismo no es exaltado ni establece un rasgo de pertenencia. 
El hecho de ser o considerarse un flogger ha sido criticado desde algunos sectores sociales haciendo hincapié en la sobre exposición de los adolescentes, señalando la particularidad de la publicación de fotos sugerentes, ya que Fotolog.com no presenta un filtro para su protección, ni requiere una edad mínima para su registro. Sin embargo, si bien existe la posibilidad de publicar ese material, es poco frecuente, ya que tales fotos son eliminadas por parte de los administradores del sitio y suelen causar el cierre del flog.
Su estética seriada y estereotipada les hizo ganar enemigos desde varias tribus urbanas y subculturas, que entendieron que les habían robado elementos de sus propias estéticas. Por ejemplo, a los rolingas, los floggers les robaron el uso del característico pañuelo deshilachado atado al cuello. Los punks están peleados con los floggers porque, además de la cuestión ideológica, estos les robaron el uso de los apretados pantalones chupines. Y a los Ramones, la legendaria banda estadounidense de punk rock (que especialmente en Argentina causó sensación tras sus visitas continuas al país entre 1987 y 1996) estos les robaron el uso de las zapatillas Converse. Los floggers eran muy criticados en la escuela.

## Discriminación
Una vez que estalló la popularidad de la tribu urbana de los floggers, se generó un rechazo hacia estos desde varias subculturas específicas que ya existían como los punks, los metaleros, los rolingas y los cumbieros. En cambio, una de las tribus que no rechazó a los floggers y que luego desapareció (coincidiendo con el traspaso de muchos de ellos a la tribu de los floggers) fue la de los alternos, cuyas características influenciaron notablemente a los floggers y sirvieron de precursores antes de que estos últimos aparecieran.
Los floggers solían ser catalogados como estereotipados por seguir un patrón común de conducta y estilo, por lo cual solían ser motivo de burla o rechazo por parte de los que pertenecían a subculturas de jóvenes antagónicas, principalmente desde los cumbieros.

El hecho de que estos aceptaran participar de comerciales, además, agudizó las distancias con las subculturas más comprometidas políticamente (como los punks), ya que interpretaron que las empresas estaban aprovechando una moda con fines lucrativos. El resultado fue un mayor aumento de la brecha que separaba a los floggers de las subculturas anteriores, en gran parte agravada por la asociación que los grupos más desfavorecidos rápidamente hacen entre los floggers y el establishment (enemigo de algunas subculturas enfrentadas a los floggers, como los cumbieros y los rolingas). Esto había generado aún más rechazo entre los demás detractores, que ya habían tildado anteriormente a los floggers como "niños buenos", "niños mimados", "niños afeminados" o "niños frívolos", además de rechazarlos por gustarles la música electrónica. 
En redes sociales como Facebook podían encontrarse diversos grupos de odio que fomentaban la intolerancia hacia los floggers.

### Floggerfobia
A raíz de los fuertes actos discriminatorios que cotidianamente se dieron desde otras "tribus", entre los cuales se cuentan crímenes de odio, se ha comenzado a hablar de la floggerfobia. 
El 21 de diciembre de 2008 un flogger de la ciudad argentina de Córdoba fue asesinado por un grupo de cumbieros por el solo hecho de ser flogger. 

Un grupo de chicos que venía de un local en el que se baila cumbia persiguió a otro grupo insultándolos por ser de la tribu urbana de los floggers. Lograron atrapar a uno, lo golpearon brutalmente y falleció en el hospital. Tenía 16 años.

Frases como Hay que matarlos a todos como cucarachas, Haga patria, mate a un flogger o La revolución no usa chupines fueron algunas de las que comenzaron a circular por Internet reivindicando su asesinato.
El 12 de enero de 2009 otro flogger fue asesinado a quemaropa por el solo hecho de serlo, pero esta vez, en la provincia argentina de Mendoza. Se trataba de dos amigos, cuando un criminal los encontró y, antes de disparar, les dijo "Ustedes son floggers". Si bien ambos recibieron los disparos, uno de ellos pudo sobrevivir.
Días más tarde del mismo mes, un flogger recibió golpizas de tal magnitud que lo dejaron inconsciente y con convulsiones, nuevamente en la provincia argentina de Córdoba. "Vos sos flogger y yo cumbiero" fueron las últimas palabras que escuchó.
El 27 de enero de 2009, uno de los flogger más reconocido del país, Marco Colom, recibió una fuerte paliza de parte de un grupo de 20 chicos cumbieros, sin mediar palabra alguna. A pesar de que sobrevivió, fue amenazado de muerte y los agresores prometieron volver. Su familia debió poner custodia privada.
El 16 de marzo de 2009, otro joven fue víctima de golpizas que lo llevaron al hospital por parte de un cumbiero, pero esta vez, en la provincia argentina de Misiones.
Y como todos estos casos, tantos más. Cabe mencionar que los casos antedichos son meramente ejemplificativos, y se encuentran muy lejos de ser un recuento exhaustivo de las agresiones que recibieron los jóvenes seguidores de esta moda.
El 23 de diciembre de 2009 se llevó a cabo una marcha de floggers en la de la ciudad de Mendoza, en pedido de Justicia respecto al asesinato de un joven a manos de un cumbiero. Meggan, una de las voceras del grupo, sentenció:

Estamos cansados de que nos quieran pegar. Cada (villero) que pasa nos viene a agredir.

Durante una entrevista a un grupo de floggers que llevó a cabo uno de los principales diarios de Argentina, uno de ellos sentenció con impotencia:

Íbamos caminando por el estacionamiento del supermercado Jumbo de Unicenter y nos cruzamos con un grupo de negros (sic). Y uno de ellos dijo: "esos son floggers , vamos a pegarles". Ellos eran más, así que si no salíamos corriendo, nos "cagaban" (mataban) a piñas.

Los testimonios hacen referencia a la tribu que más persigue a los floggers, la de los cumbieros, conocidos peyorativamente como "negros" o "villeros" en el país, cuyas hostilidades van desde los meros insultos callejeros, hasta la propia muerte.

### Componente homófobo
Al analizar las agresiones reportadas que recibieron los floggers de la Argentina, principalmente a manos de los cumbieros, es posible identificar unas de otras a través de varios aspectos que las hacen particulares, como los nombres de los agresores y el de los agredidos, el lugar en el que transcurren los hechos, y hasta determinar los diversos grados de daño físico que ellas provocan, entre tantos otros, pero prácticamente en todas, se establecía una constante: la alusión a la supuesta homosexualidad de los agredidos por parte de los agresores, antes, durante, o después de las golpizas.
Este rasgo que se reitera en casi todos los hechos, deja al descubierto un odio que subyace a un tipo de peinado, o un estilo de indumentaria. El modus operandi utilizado por parte de la tribu que más hostiliza a los floggers revela, independientemente de cuáles sean las preferencias sexuales de los agredidos, el fuerte componente homófobo que caracteriza a su idiosincrasia.

### Entre el miedo y la autorepresión
Como resultado de las constantes agresiones que sufrían los floggers, generalmente a manos de los denominados cumbieros, es que muchos de ellos han comenzado a reprimir gran parte de sus actitudes distintivas, como la de vestirse de manera llamativa y ambigua, o la de llevar el flequillo lacio que los identifica. Se habían reportado casos de padres de floggers que, a partir de los asesinatos perpetrados, habían solicitado a sus hijos cortarse el cabello, y disimular su pertenencia al grupo.

## Expansión de la moda
A pesar de ser una tribu cuyos orígenes se remontan a la Argentina, la moda se había expandido a otros países, como por ejemplo, Uruguay. Aunque el estilo era el mismo, no llevaban chupines tan coloridos y se los reconocía por la típica apariencia del cabello y el uso de zapatillas.